# Beringin (Muara Jaya)
Beringin is een bestuurslaag in het regentschap Ogan Komering Ulu van de provincie Zuid-Sumatra, Indonesië. Beringin telt 873 inwoners (volkstelling 2010).